# Hyalurga fenestrata
Hyalurga fenestrata är en fjärilsart som beskrevs av Walker 1855. Hyalurga fenestrata ingår i släktet Hyalurga och familjen björnspinnare. Inga underarter finns listade i Catalogue of Life.